# 피핀 3세 (베르망두아)
피핀 3세(Pepin III, 844년/846년 - 893년/907년/931년 1월 28일)는 프랑크 왕국의 왕족이자 서프랑크 왕국의 귀족으로, 베르망두아와 상리스, 페로네 백작 피핀 2세의 아들이었다. 샤를마뉴 대제의 둘째 아들 피피노 카를로만의 증손자였다.
일부 견해로는 그가 이탈리아 남부 아브루초주의 토착 귀족가문인 베라르디 가문의 선조라는 설도 있다.

## 생애
출생년도는 불분명하여 844년생 설, 846년생 설, 840년생 설 등이 있다. 페로네와 생 캉탱, 상리스, 베르망두아의 백작 피핀 2세의 아들로 태어났으며, 이름 미상의 어머니는 카를 마르텔의 이복 혹은 동복 동생인 킬데브란트 1세 백작의 후손인 니벨룽기드 가문 출신의 여성이었다. 아버지 피핀 2세는 프랑크 왕국과 서로마 황제 샤를마뉴 대제의 손자인 롬바르디아의 왕 베른하르트 1세의 서자였다.
초기 생애는 알려진 것이 없다. 850년경 이후 아버지 피핀 2세의 사망으로 혹은 886년부터 베르망두아백작직을 계승했다. 877년 그는 서프랑크의 대머리 카를 2세의 법정에 알 수 없는 이유로 소환되어 있었다.
877년 대머리 카를 2세에 의해 발루아 경(lord of Valois)에 임명되었다. 후에 892년에 백작으로 승급되어 그의 영지는 발루아백작령이 되었다. 877년 대머리 카를 2세에 의해 상리스의 백작에 임명되었다 한다. 그러나 일설에는 뚱보왕 카를 3세가 884년에 그를 상리스의 백작에 임명했다고 한다. 877년의 어느 시점부터는 북부파리의 영주도 겸하였다.
884년의 비만왕 카를 3세의 문서에도 그의 이름이 언급되어 있다.
바이킹 족을 외드, 로베르 1세 형제가 격퇴하면서 서프랑크의 귀족들 중 외드 지지파와 샤를 3세 지지파가 나뉘자 892년부터 그는 형제인 헤르베르트 1세와 함께 말더듬이왕 루이 2세의 유복자였던 샤를 3세 생쁠의 지지파로 활동하였다. 893년 1월 28일 랭스에서 샤를 3세 생쁠의 대관식에 참석하였다. 그해 그는 랭스 또는 피카르디의 오이세에서 사망하였다. 그의 재산과 지위는 대부분 동생 헤르베르트 1세에게 상속되었다. 일설에는 그가 931년에 사망했다는 설도 있다.
훗날 상리스 백작을 역임한 그의 손자 베른하르트 2세(Bernard II of Senlis)는 친척인 베르망두아백작 헤르베르트 2세와 함께 서프랑크 왕국의 중부, 북부의 강력한 귀족이었다고 전하나, 자세한 행적은 기록이 전하지 않는다.

## 가족 관계
- 아버지 : 피핀 2세(810/815 - 850)
- 어머니 : 이름 미상
  - 형 : 베른하르트 2세(Bernard II de Laon, 844년/845년 - 893년 이전)
  - 동생 : 헤르베르투스 1세(Herbert I of Vermandois, 848년/850년 - 907년 11월 6일)
- 부인 : 로틸다(Rothaida), 출신지 미상
- 부인 : 레네스의 쿠니군데(Cunégonde de Rennes, ? - ?), 브르타뉴인 구르반드 레네스(Gurvand de Rennes)의 딸로, 친정어머니는 이름미상의 에리스포에의 딸
  - 아들 : 피핀 2세 또는 피핀 3세(876년 - 922년, 상리스 백작)
  - 며느리 : 쿠네군데(Cunegonde)
    - 손자 : 베른하르트 2세(Bernard II of Senlis, 919년/893년 - 947년)
    - 손자며느리 : 베르타 드 베르망두아(Bertha De Vermandois)
      - 증손자 : 베른하르트 3세(Bernard III of Senlis, 1018년 사망)
      - 증손녀 : 아델레(Adele)
      - 증손자 : 상리스의 로베르 1세(Robert I of Senlis, 955년경 - 1034년 사망)
      - 증손부 : 아델라이드 혹은 홀로이즈(Adelise / Heloise)
        - 4대손 : 상리스와 페로네의 로베르 2세(Robert II of Senlis and Peroone, 1028년 사망), 남자 후손 단절
          - 5대손녀 : 아델라이드 드 페로네(Adelaide de Peroone)

        - 4대손 : 외드(Eudes de Peroone)

      - 증손자 : 테오도리히(Theodoric, 985년 사망)

  - 아들 : 후베르트(880년 - 907년 11월)
  - 딸 : 발루아의 포파(Poppa of Valois)
  - 사위 : 롤로(Rollo, 846년경 - 930년경)
    - 외손자 : 윌리엄 1세 롱스워드(William I de Normandy, 893 - 942년 11월 17일)

## 참고 자료
- Dunbabin, Jean (2000). France in the making, 843-1180. Oxford University Press.
- McKitterick, Rosamond (1999). The Frankish Kingdoms under the Carolingians. Pearson Education Limited.